# God-Keizer op Duin
God-Keizer op Duin (Engels: God Emperor of Dune) is een sciencefictionroman van de Amerikaanse schrijver Frank Herbert, gepubliceerd in 1981. Het was de vierde in zijn Duin-boekenreeks van zes romans en werd door Publishers Weekly gerangschikt als de nr. 11 bestseller met hardcover van 1981.

## Verhaal
Aan het einde van Kinderen van Duin accepteert Leto II de goddelijke mantel van de Vrijmans en transformeert hij zichzelf in een woestijnmonster, een mens-zandworm-hybride, zoals degenen die millennia lang de ecologie van de planeet Arrakis (bekend als Duin) domineren. Dit is een daad die zijn vader, Muad'Dib, had geweigerd uit te voeren. Leto accepteert deze verschrikkelijke prijs om de mensheid te redden van de onheilspellende val die zijn vader had losgelaten. God-Keizer op Duin beschrijft Leto's pogingen om het Gouden Pad te voltooien.